# True North (a-ha-Album)
True North ist das elfte Studioalbum der norwegischen Band a-ha. Es wurde am 21. Oktober 2022 durch RCA und Sony Music veröffentlicht. Die erste Single des Albums I’m In wurde am 8. Juli 2022 veröffentlicht.
True North wird von einem gleichnamigen Film begleitet, in dem a-ha das Album im November 2021 in Bodø, Norwegen, aufnehmen. Paul Waaktaar-Savoy sagte über das Projekt: „Zuerst hatten wir die Idee, eine Studiosession live aufzunehmen. Dann, eine Studiosession zu filmen. Daraus entwickelte sich eher eine Produktion mit dem norwegischen Orchester, dem Norwegian Arctic Philharmonic Orchestra, mit denen wir zusammengearbeitet haben.“

## Rezeption
Das Album wurde überwiegend positiv aufgenommen. Das Rolling Stone Magazine vergab vier von fünf Sternen, bezeichnete True North als „spätes Meisterwerk“ und schrieb weiter: „Selten wurde „Adult Pop“ besser definiert, auch dank eines markanten, aber unaufdringlichen Sängers wie Morten Harket.“
Vom Musikexpress bekam das Album vier von sechs Sternen. Der Rezensent kam zu der Erkenntnis, „dass ihnen wohlkomponierte Songs immer noch mühelos von der Hand gehen.“
laut.de ehrte True North mit fünf von fünf Sternen und zog das Fazit: „True North wäre wohl der schönste Schlusspunkt, den sich A-ha setzen könnte. Ein Album zwischen nach vorne gerichtetem Experiment und Nostalgie. Ein Meisterwerk, das all ihre Stärken vereint. Der sehnsuchtsvolle Schlussankord, den diese Band verdient hätte. Schöner wird es nicht mehr.“

## Titelliste
| #   | Titel                         | Autor(en)           | Länge |
| --- | ----------------------------- | ------------------- | ----- |
| 1.  | I’m In                        | Magne Furuholmen    | 5:05  |
| 2.  | Hunter in the Hills           | Paul Waaktaar-Savoy | 4:11  |
| 3.  | As If                         | Waaktaar-Savoy      | 4:56  |
| 4.  | Between the Halo and the Horn | Furuholmen          | 4:11  |
| 5.  | True North                    | Furuholmen          | 4:55  |
| 6.  | Bumblebee                     | Waaktaar-Savoy      | 4:07  |
| 7.  | Forest for the Trees          | Waaktaar-Savoy      | 3:53  |
| 8.  | Bluest of Blue                | Furuholmen          | 4:34  |
| 9.  | Make Me Understand            | Waaktaar-Savoy      | 3:59  |
| 10. | You Have What It Takes        | Furuholmen          | 4:19  |
| 11. | Summer Rain                   | Furuholmen          | 4:15  |
| 12. | Oh My Word                    | Waaktaar-Savoy      | 3:58  |

## Mitwirkende

### a-ha
- Morten Harket – Lead-Gesang (1–12)
- Magne Furuholmen – Keyboards (1, 4, 5, 8, 11), Klavier (1–6, 11), Synthesizer (9), akustische Gitarre (1, 4, 7, 8, 10–12), Hintergrundgesang (1, 4, 5, 8, 10, 11), Programmierung (1, 4, 5, 8, 10–11)
- Pål Waaktaar-Savoy – Gitarren (2, 3, 6, 7, 9, 12), Hintergrundgesang (2, 3, 6, 7, 9, 12), akustische Gitarren (1, 4, 10, 11), E-Gitarre (5, 8), Keyboards (2, 3, 6, 7, 9, 12)

### Zusätzliche Musiker
- Kjetil Bjerkestrand – Keyboards (Titel 1–12)
- Even Ormestad – Bass (Titel 1–12)
- Karl Oluf Wennerberg – Schlagzeug (Titel 1, 3, 4, 5, 7, 8, 11), Percussion (Titel 2, 6, 7, 9, 10, 12)
- Per Hillestad – Schlagzeug (Tracks 1, 2, 6, 7, 9, 12), Percussion (Titel 3, 4, 8)
- Piero Perrelli – Percussion (Titel 2)
- Thom Hell – Hintergrundgesang (Titel 4, 5, 7, 8, 10, 11)
- Erik Ljunggren – Programmierung (Track 5)
- Morten Qvenild – Piano (Titel 6 und 12)
- Madeleine Ossum – Violine (Titel 8)
- Kjetil Bjerkestrand – Orchesterarrangements (Titel 1, 4, 5, 8, 10 und 11)
- Joe Mardin – Orchesterarrangements (Titel 2, 3, 6, 7, 9 und 12)
- Brynjar Lien Schulerud – Konzertmeister: Norwegian Arctic Philharmonic Orchestra
- Anders Eljas – Dirigent Svømmehallen
- Lars Erik Gudim – Dirigent Store Studio

## Chartplatzierungen
| ChartsChartplatzierungen     | Höchstplatzierung | Wochen |
| ---------------------------- | ----------------- | ------ |
| Deutschland (GfK)            | 4 (14 Wo.)        | 14     |
| Norwegen (IFPI)              | 3 (1 Wo.)         | 1      |
| Österreich (Ö3)              | 8 (2 Wo.)         | 2      |
| Schweiz (IFPI)               | 5 (8 Wo.)         | 8      |
| Vereinigtes Königreich (OCC) | 12 (1 Wo.)        | 1      |

| ChartsJahrescharts (2022) | Platzierung |
| ------------------------- | ----------- |
| Deutschland (GfK)         | 91          |